# Краглин
Кра́глин (англ. Kraglin) — инопланетянин, появляющийся в изданиях Marvel Comics.

## История публикации
Персонаж, созданный Стэном Ли, Доном Хеком и Эрни Хартом, появился в Tales to Astonish #46 (август 1963).

## Биография
Краглин является А-Чилитарианцем с планеты А-Чилитар 3 и таким образом, имеет вид пушистого фиолетового существа с многогранными глазами. Он и его вид были разгромлены Человеком-Муравьём и Осой.

## Вне комиксов

### Фильмы
Краглин появляется в фильме «Стражи Галактики» в качестве члена Опустошителей, его играет Шон Ганн. Ему дают полное имя Краглин Обфонтери, и он имеет гораздо более человеческий облик. Он — первый помощник Йонду, и сопровождает его чаще, чем другие товарищи. Он присоединился к Йонду, когда столкнулся с Брокером по местонахождению сферы, похищенной Питером Квиллом, а затем позже присоединился к погоне в Забвении, когда они его нашли. Вместе с Йонду и Опустошителями он помогает Стражам сразиться с Ронаном на планете Ксандар. В конце концов Йонду получает сферу, хотя позже узнает, что это подделка, и Краглин обдумывает с ним, было ли лучше, что они не доставили Квилла его отцу.
Шон повторил свою роль в фильме «Стражи Галактики. Часть 2». Джеймс Ганн подтвердил, что у Краглина будет расширенная роль по сравнению с предыдущим фильмом. Во время охоты Опустошителей на Стражей он неумышленно вызвал мятеж с Шокерфейсом, ведущим его против Йонду и его лоялистов. Позже он признал свою ошибку и помог Йонду, Ракете и Груту уйти от мятежников, а позже помог Стражам бороться с Эго. Он присутствовал на похоронах Йонду, на которых Звёздный Лорд дал ему стрелу, подписанную Йонду, и стал частью Стражей Галактики. В сцене после титров он случайно ударяет Дракса стрелой, практикуясь в её использовании. 
Также он появляется в фильме «Мстители: Финал» во время последней битвы с армией Таноса из прошлого.